# Papa Clement al V-lea

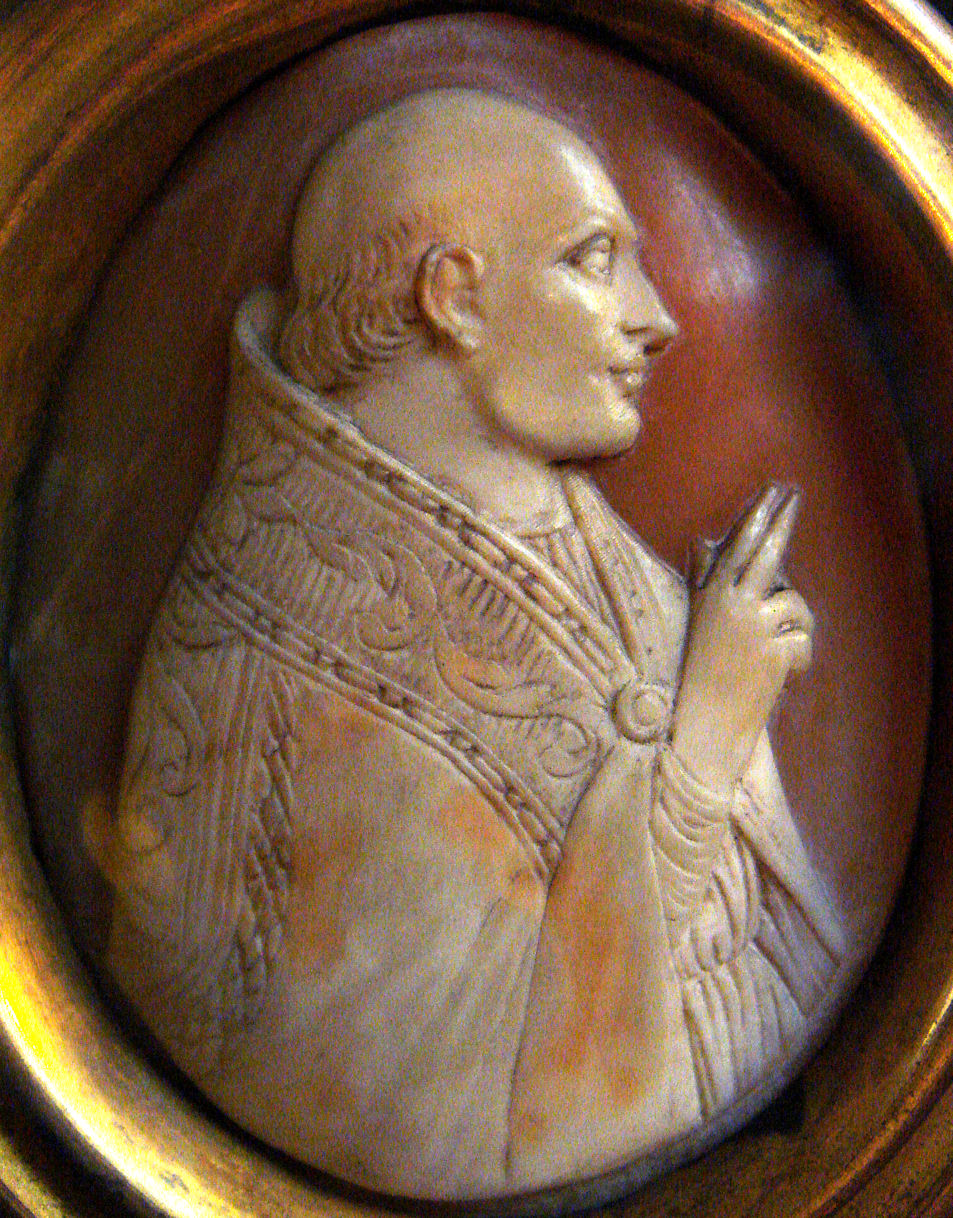
Papa Clement al V-lea

Papa Clement al V-lea (n. 1264, Uzeste, Aquitaine, Franța – d. 20 aprilie 1314, Roquemaure, Grand Avignon⁠(d), Franța) a fost un papă aflat sub controlul Franței, primul papă al exilului de la Avignon. Înainte de a fi ales papă, a fost arhiepiscop de Bordeaux în 1299. Alegerea sa a avut loc în anul 1305.
Împreună cu regele Franței, Filip al IV-lea (Filip cel Frumos), a pus la cale desființarea Ordinului Templierilor. În anul 1307, într-o zi de vineri 13 octombrie, un edict care ordona arestarea templierilor a fost emis, simultan, în toată Europa. Templierii arestați au fost interogați de inchiziție timp de 7 ani, pentru a se afla locul unde se ascundea tezaurul lor.
În 1314 Jacques de Molay, marele maestru al Ordinului Templierilor, înainte de a fi ars pe rug, ar fi prezis că atât regele Filip al IV-lea al Franței, cât și papa Clement al V-lea vor muri în același an, ceea ce s-a și întâmplat.

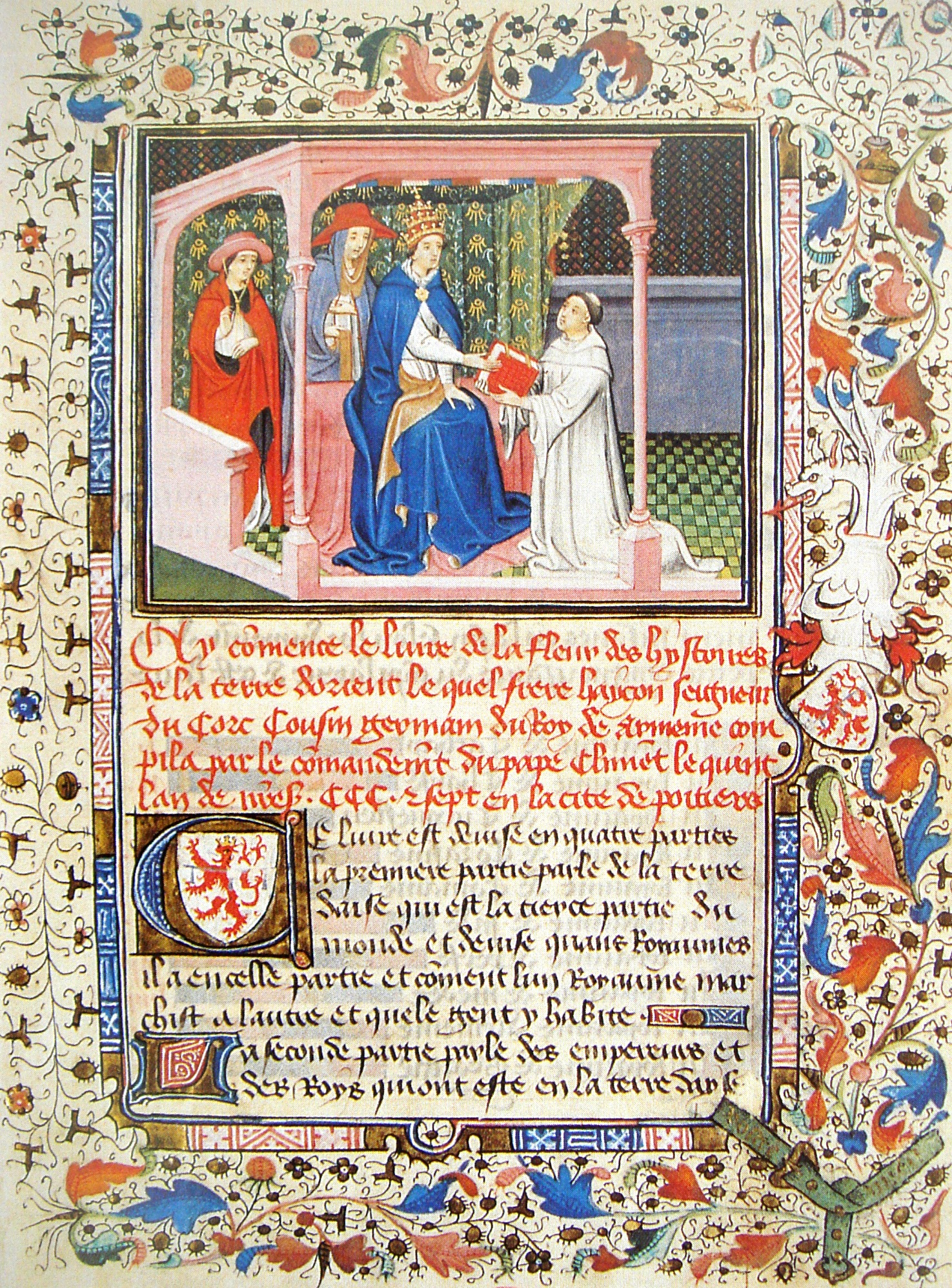